# (466346) 2013 RW48
(466346) 2013 RW48 es un asteroide perteneciente al cinturón de asteroides, descubierto el 28 de marzo de 2012 por el equipo Spacewatch desde el Observatorio Nacional de Kitt Peak (Arizona, Estados Unidos).